# Estadio Cubierto Nacional de Pekín

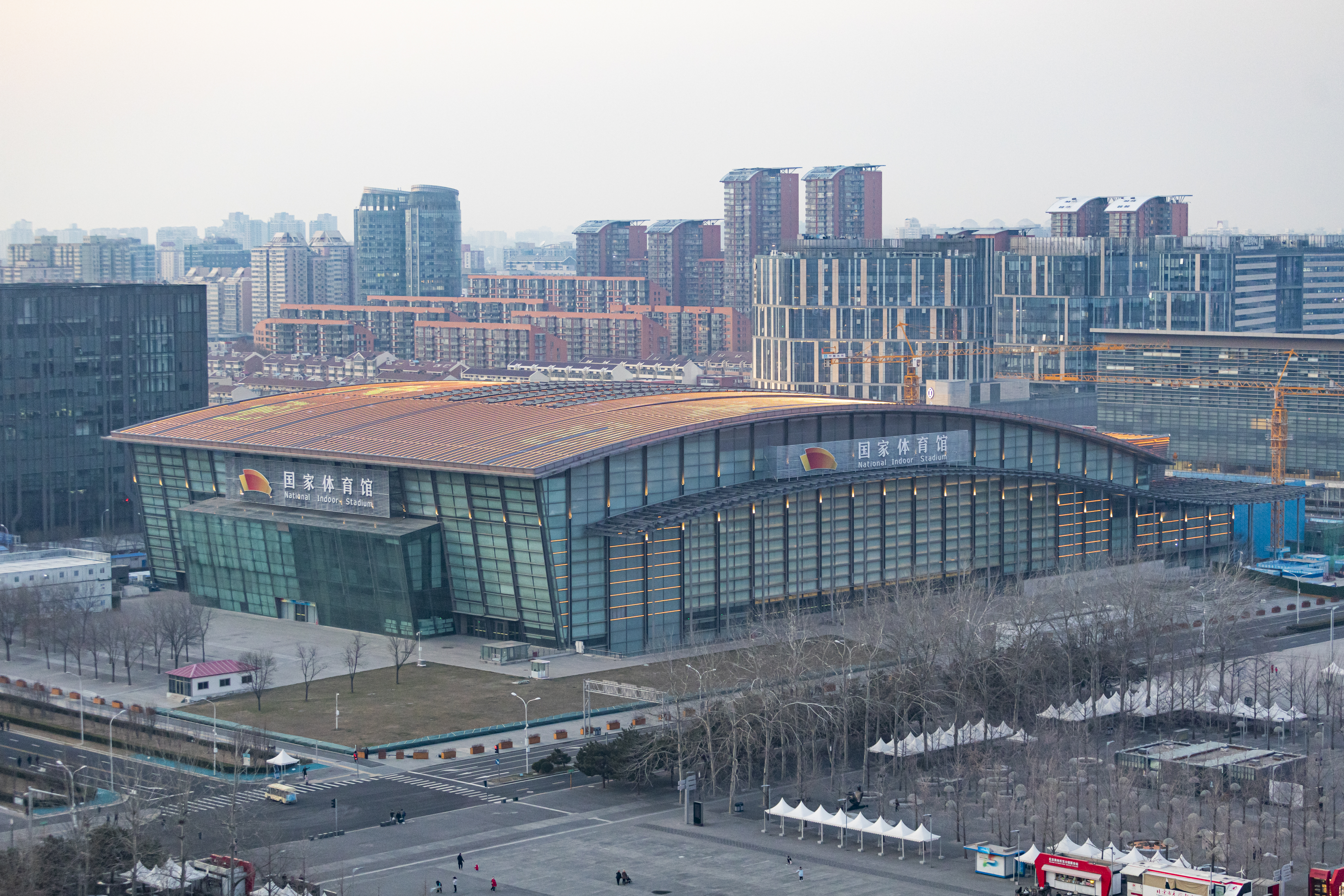
Estadio Cubierto Nacional de Pekín.

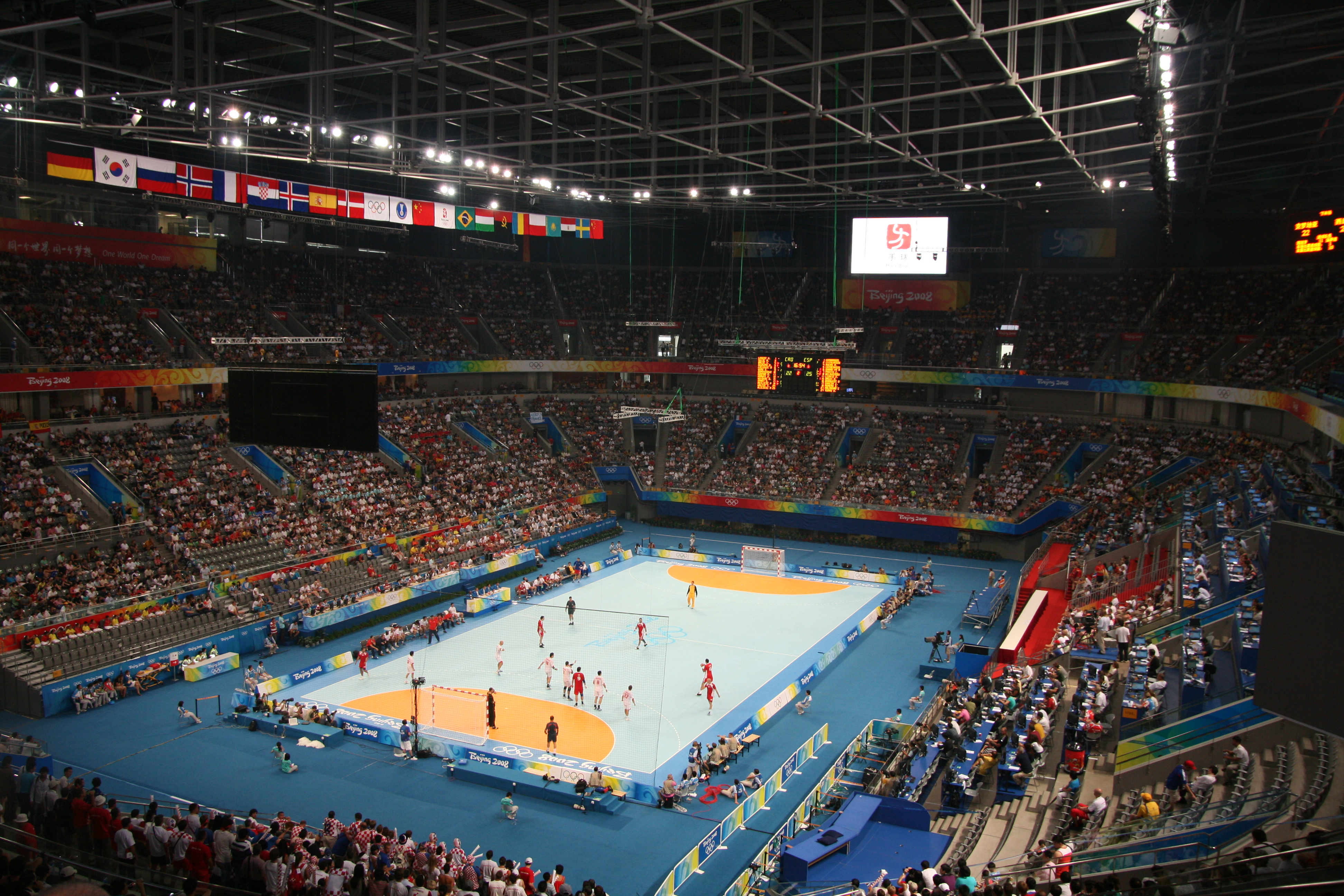
España - Croacia por el bronce de balonmano.

El Estadio Cubierto Nacional de Pekín es un pabellón deportivo creado para los Juegos Olímpicos de Pekín 2008. Está ubicado en el Parque Olímpico de Pekín (China) y tiene capacidad para 20 000 espectadores. En él se disputaron las competiciones de gimnasia artística y balonmano en los Juegos Olímpicos y las de baloncesto en silla de ruedas en los Paralímpicos, en los Juegos Olímpicos de 2022 se disputarán los partidos de hockey sobre hielo masculino.
Fue diseñado por Arquitectos Glöckner con sede en la ciudad alemana de Núremberg.